# Río Verde (Málaga)
El río Verde es un río de España de la cuenca mediterránea andaluza, que discurre en su totalidad por el territorio del oeste de la provincia de Málaga.  
Es el río más caudaloso de la Costa del Sol Occidental. Nace en la Sierra de las Nieves, concretamente entre los términos municipales de Istán, Tolox y Parauta, y tiene un recorrido de unos 35 km hasta su desembocadura en el Mediterráneo, cerca de Puerto Banús. 
Recoge los aportes de una cuenca de unos 150,55 km², siendo sus aguas embalsadas en el embalse de La Concepción, entre los términos de Istán y Marbella. 
El curso del río Verde sirvió como fuente de energía para las ruedas hidráulicas de los altos hornos de Marbella, primera empresa siderúrgica española, inaugurada en 1828 junto a su curso.
El valor ecológico del río Verde ha propiciado la designación de gran parte de su cauce como Zona de Especial Conservación.

## Curso
El río Verde nace en la cara sur del cerro de la Alcazaba, dentro del parque natural de la Sierra de las Nieves. Tras recibir las aguas de numerosos afluentes de cabecera y del manantial de la Fuente del Río Verde, el curso fluvial dibuja un sinuoso arco alrededor de sierra Real que establece el límite meridional del parque natural con Sierra Bermeja. Tras pasar junto a Istán, el río se remansa en el embalse de La Concepción, a partir del cual se adentra en la zona de urbanizaciones costeras de Marbella para desembocar junto Puerto Banús tras unos 35 km de recorrido.
Uno de sus afluente más significativos es el río del Hoyo del Bote, cuyas fuentes se encuentran en Cerro Duque y que aporta las aguas de la vertiente oeste de sierra Real. 
En el perfil del cauce del río Verde se diferencian tres tramos. El superior, situado por encima de la cota 700 m, tiene una pendiente del 22%.  El tramo medio, quese extiende hasta el embalse de La Concepción, tiene una longitud de 19,3 km y una pendiente de l3,1%. El tramo inferior, con 11,7 km, tiene una pendiente del 0,8% y está situado por debajo de lacota 100 m.

## Historia
El yacimiento de la villa romana de Río Verde, ubicado en la desembocadura del río, sugiere la existencia de una rica villa situada en la costa, cuya pars rustica estaría dedicada a la explotación del mar y la preparación de garum, una lucrativa actividad a la que se dedicaron buena parte de los asentamientos costeros béticos, especialmente en época romana, y de la que existe muestra en alguno de los elementos decorativos del mosaico culinario que decora la parte residencial de la casa. 
La implantación de industria siderúrgica en la ribera del río Verde se remonta a la primera mitad del siglo XIX con la fundación de dos ferrerías para fundición del hierro llamadas La Concepción y El Ángel, inauguradas en año 1831 y 1841 respectivamente, ambas distantes entre sí menos de un kilómetro. La ubicación fue escogida por la abundancia de magnetita y grafito en la vecina mina de Ojén y la abundancia de recursos forestales de los montes de Marbella.
Con la desaparición de la siderurgia en las últimas décadas del siglo XIX resurgió la agricultura con la creación de la Colonia Agrícola de El Ángel en 1880 dedicada mayormente al cultivo de la caña de azúcar. La alta demanda de agua para el cultivo de la caña requirió la construcción de embalses y presas a pequeña escala en el río, siendo estas las primeras actuaciones hidráulicas que regularon la red hidrográfica.
Ya en la segunda mitad del siglo XX el fenómeno turístico en Marbella y el derivado crecimiento demográfico propiciaron la construcción del embalse de La Concepción en 1971 y un año después, en 1972, la Estación de Tratamiento de Agua Potable de Río Verde, con una capacidad de tratamiento de 2,3 metros cúbicos por segundo para abastecer con agua procedente del embalse a los municipios de toda la Costa del Sol Occidental. Más adelante, en 1997, también en la ribera de río Verde se construyó la desaladora de Marbella, asegurando así el abastecimiento una región de medio millón de habitantes habituales pero que puede llegar a 1 200 000 habitantes en la temporada alta.

## Flora y fauna

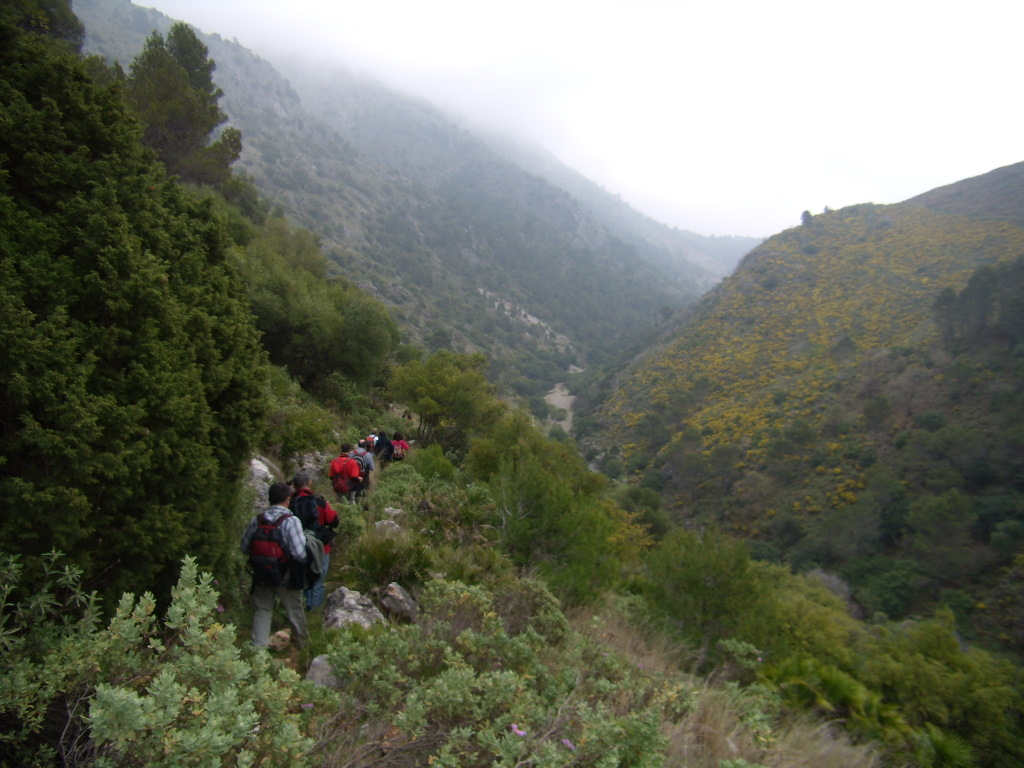
Valle del río Verde

Debido a la despoblación producida a lo largo del siglo XX en el área del curso alto del río y a su difícil acceso, se conservan en esta zona espacios naturales casi intactos. El adelfar y la sauceda es la vegetación riparia más abundante en el curso alto del río. En las partes bajas dominan los cañaverales junto a los que se desarrollan la corregüela mayor, juncos y berros. Más alejados del agua se encuentran alcornoque, quejigos, encinas, pinos y algunos pinsapos. 
El curso bajo del río Verde y el de los ríos vecinos de Guadaiza, Guadalmina, Guadalmansa, Castor, Padrón y arroyo del Cala han sido declarados Zona de Especial Conservación por la presencia de importantes hábitats naturales así como por su función esencial de corredores ecológicos uniendo diversos espacios protegidos red Natura 2000 y poniendo en encontacto diferentes ecosistemas, contribuyendo de esta manera a la conectividad de esta red ecológica y su coherencia. En concreto, el río Verde une el litoral con el espacio protegido sierras Bermeja y Sierra Real, el cual conecta a su vez con Sierra de las Nieves (parque natural, ZEPA y Reserva de la Biosfera) y este con Sierra Blanca. En la ZEC Río Verde está presente el pez blenio de río, catalogado como vulnerable en el Catálogo Español de Especies Amenazadas.
Las especies de fauna presentes en el río son las características de la zonas de ribera, como la nutria, el galápago leproso, la boga del Guadiana, el cangrejo de río, la araña negra de los alcornocales y otras especies de peces comunes y diferentes anfibios como el sapillo pintojo meridional o la salamandra y aves como el martín pescador y el mirlo acuático.

## Geología
Sierra de las Nieves es de color blanquecino debido a su origen calizo y sus abruptas formacionesse contraponen en las cotas más bajas con montes alomados de colores rojizos.
La zona baja de la cuenca del río Verde está constituida por arcillas, margas, margocalizas y materiales metamórficos: pizarras, esquistos, filitas y algunas paredes de mármoles. En estos tramos el paisaje ha sido muy alterado por su uso para agricultura y por el viaductos de la autovía A-7 que lo atraviesa. Los suelos que se desarrollan son fluvisoles calcáreos, cambisoles éutricos, regosoles éutricos y luvisoles crómicos con litosoles.